# János Steinmetz
János Steinmetz (* 15. Oktober 1947 in Budapest; † 9. Mai 2007 ebenda) war ein ungarischer Wasserballspieler, der 1968 Olympiadritter, 1970 Europameisterschaftszweiter und 1977 Europameister war.

## Karriere
Der 1,90 m große János Steinmetz war bei den Olympischen Spielen 1968 Ersatztorwart für Endre Molnár. Beide wurden in allen acht Spielen eingesetzt. Die Ungarn gewannen ihre Vorrundengruppe vor der sowjetischen Mannschaft. Nach der Halbfinalniederlage gegen die Jugoslawen bezwangen die Ungarn im Spiel um den dritten Platz die Italiener mit 9:4.
1970 bei der Europameisterschaft in Barcelona war Molnár nicht dabei, Torhüter der ungarischen Mannschaft waren Tibor Cservenyák und János Steinmetz. Die Ungarn gewannen ihre Vorrundengruppe vor der Mannschaft aus den Niederlanden. In der Finalrunde belegten die Ungarn den zweiten Platz hinter der sowjetischen Mannschaft und vor den Jugoslawen.
In den nächsten Jahren war meist Tibor Cservenyák zweiter Torwart hinter Endre Molnár. Bei der Europameisterschaft 1977 in Jönköping bildeten noch einmal Molnár und Steinmetz das Gespann. Jede der acht teilnehmenden Mannschaften spielte gegen jede andere Mannschaft. Mit sechs Siegen und einem Unentschieden gewannen die Ungarn den Titel vor den Jugoslawen und den Italienern.
2004 in Athen gewannen Ádám Steinmetz und Barnabás Steinmetz, die Söhne von János Steinmetz, gemeinsam olympisches Gold im Wasserball.